# Liste der Baudenkmäler in Benrad-Süd
Die Liste der Baudenkmäler in Benrad-Süd enthält die denkmalgeschützten Bauwerke auf dem Gebiet von Krefeld-Benrad-Süd, Stadtbezirk West, in Nordrhein-Westfalen (Stand: April 2020). Diese Baudenkmäler sind in der Denkmalliste der Stadt Krefeld eingetragen; Grundlage für die Aufnahme ist das Denkmalschutzgesetz Nordrhein-Westfalen (DSchG NRW).

| Bild        | Bezeichnung | Lage                                             | Beschreibung | Bauzeit | Eingetragen seit | Denkmal- nummer |
| ----------- | ----------- | ------------------------------------------------ | ------------ | ------- | ---------------- | --------------- |
| Buekerhof   | Buekerhof   | Lindental/Tackheide Forstwaldstraße 357 Karte    |              |         |                  | 862             |
| Grefenhof   | Grefenhof   | Lindental/Tackheide Oberbenrader Straße 33 Karte |              |         |                  | 724             |
| Krushof     | Krushof     | Lindental/Tackheide Oberbenrader Straße 51 Karte |              |         |                  | 872             |
|             |             | Lindental/Tackheide Oberbenrader Straße 79 Karte |              |         |                  | 947             |
| Konnertzhof | Konnertzhof | Gatherhof Oberbenrader Straße 295 Karte          |              |         |                  | 866             |